# Nikol Kučerová
Nikol Kučerová (ur. 23 czerwca 1989 w mieście Semily) – czeska narciarka dowolna, specjalizująca się w skicrossie.
Po raz pierwszy na arenie międzynarodowej pojawiła się 3 kwietnia 2009 roku w miejscowości Horní Mísečky, gdzie w zawodach Pucharu Europy była ósma. W zawodach Pucharu Świata zadebiutowała 5 stycznia 2010 roku w  St. Johann, gdzie zajęła 35. miejsce. Pierwsze punkty wywalczyła 6 marca 2010 roku w Branäs, zajmując 19. miejsce. Na podium zawodów tego cyklu jedyny raz stanęła 18 grudnia 2010 roku w Innichen, kończąc rywalizację na trzeciej pozycji. W zawodach tych wyprzedziły ją jedynie Szwedka Anna Holmlund i Kelsey Serwa z Kanady. W sezonie 2010/2011 zajęła 10. miejsce w klasyfikacji skicrossu.
Podczas igrzysk olimpijskich w Soczi w 2014 roku zajęła 24. miejsce. Na rozgrywanych cztery lata później igrzyskach w Pjongczangu była czternasta. Brała także udział w igrzyskach olimpijskich w Pekinie w 2022 roku, zajmując 23. pozycję. Była też między innymi szósta na mistrzostwach świata w Kreischbergu w 2015 roku.

## Osiągnięcia

### Igrzyska olimpijskie
| Miejsce | Dzień     | Rok  | Miejscowość | Konkurencja | Zwyciężczyni      |
| ------- | --------- | ---- | ----------- | ----------- | ----------------- |
| 24.     | 21 lutego | 2014 | Soczi       | Skicross    | Marielle Thompson |
| 14.     | 23 lutego | 2018 | Pjongczang  | Skicross    | Kelsey Serwa      |
| 23.     | 17 lutego | 2022 | Pekin       | Skicross    | Sandra Näslund    |

### Mistrzostwa świata
| Miejsce | Dzień       | Rok  | Miejscowość   | Konkurencja | Zwyciężczyni      |
| ------- | ----------- | ---- | ------------- | ----------- | ----------------- |
| 12.     | 4 lutego    | 2011 | Deer Valley   | Skicross    | Kelsey Serwa      |
| 25.     | 10 marca    | 2013 | Voss          | Skicross    | Fanny Smith       |
| 6.      | 25 stycznia | 2015 | Kreischberg   | Skicross    | Andrea Limbacher  |
| 15.     | 18 marca    | 2017 | Sierra Nevada | Skicross    | Sandra Näslund    |
| 7.      | 2 lutego    | 2019 | Solitude      | Skicross    | Marielle Thompson |
| 18.     | 13 lutego   | 2021 | Idre Fjäll    | Skicross    | Sandra Näslund    |

### Puchar Świata

#### Miejsca w klasyfikacji generalnej
- sezon 2009/2010: 112.
- sezon 2010/2011: 36.
- sezon 2011/2012: 131.
- sezon 2012/2013: 146.
- sezon 2013/2014: 84.
- sezon 2014/2015: 113.
- sezon 2015/2016: 137.
- sezon 2016/2017: 83.
- sezon 2017/2018: 86.
- sezon 2018/2019: 95.
- sezon 2019/2020: 76.

Od sezonu 2020/2021 klasyfikacja skicrossu jest jednocześnie klasyfikacją generalną.
- sezon 2020/2021: 11.
- sezon 2021/2022: 16.

#### Miejsca na podium
1. Innichen – 18 grudnia 2010 (Skicross) – 3. miejsce